# Cas9

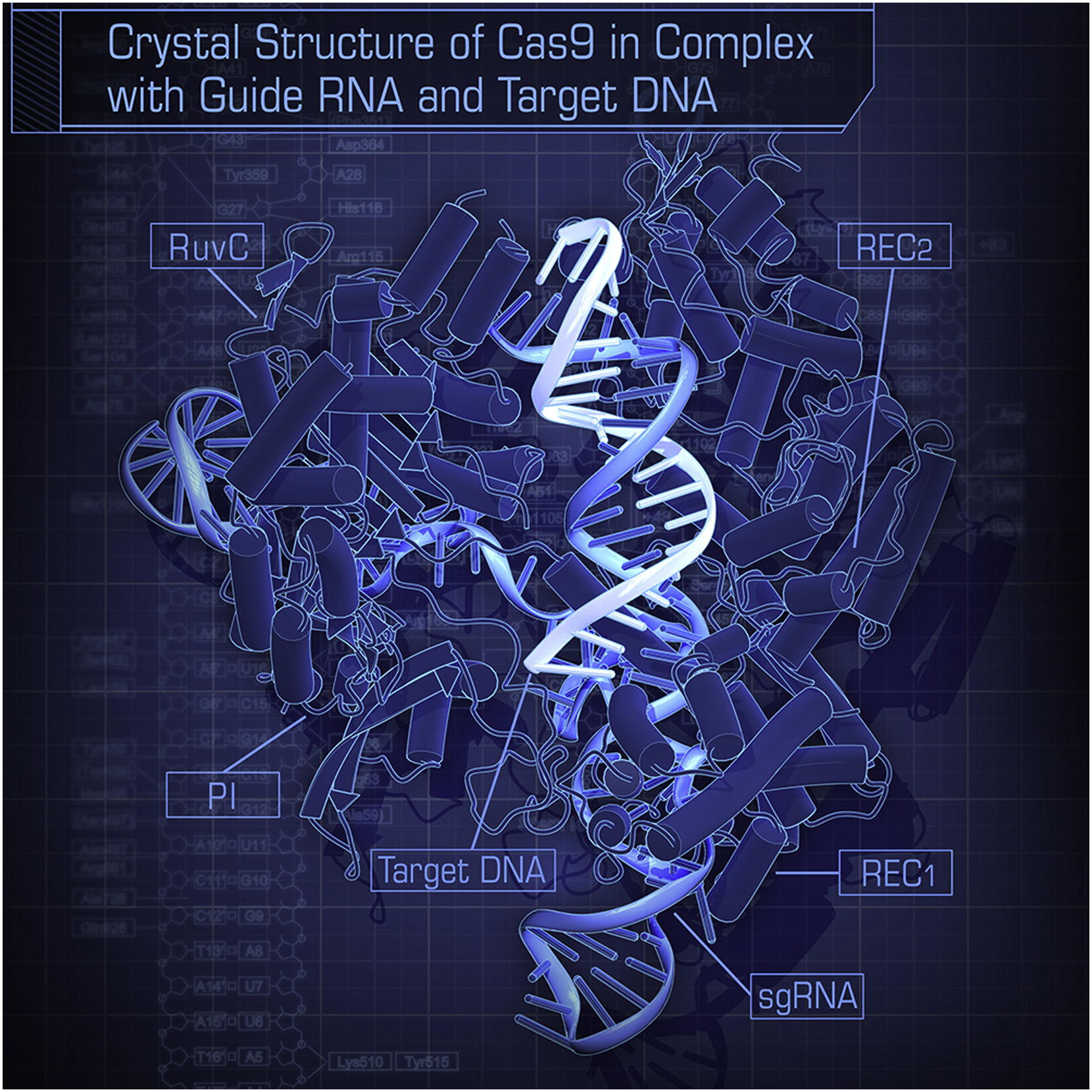
Кристалічна структура S pyogenes Cas9 в комплексі з sgRNA і його цільової ДНК при роздільній здатності 2,5 A ˚.

Cas9 — (англ. CRISPR associated protein 9, CRISPR-асоційований білок) — це керована за допомогою РНК-гідів ендонуклеаза, пов'язана з адаптивною імунною системою CRISPR (англ. Clustered Regularly Interspaced Palindromic Repeats) у ряду бактерій, зокрема Streptococcus pyogenes. S. pyogenes використовує Cas9 для запам'ятовування, подальшого розпізнавання та розрізання чужорідної ДНК, наприклад, ДНК бактеріофагів або плазмід.
Cas9 розпізнає чужорідну ДНК розкручуючи її і визначає її комплементарність до двадцяти спарених основ спейсера керуючої РНК. Якщо субстрат комплементарний керуючій РНК, Cas9 розщеплює чужу ДНК. У цьому сенсі механізм CRISPR-Cas9 має ряд паралелей з механізмом РНК-інтерференції (RNAi) у еукаріот. Безпека практичного застосування даного методу визначається в тому числі і тим фактором, чи є шукана послідовність двадцяти спарених основ унікальною в ДНК, що модифікується.

## Використання Cas9 в геннії інженерії
Крім своєї початкової ролі в бактеріальному імунітеті, білок Cas9 активно використовують для створення точкових розривів подвійної спіралі ДНК, такі розриви можуть призводити до інактивації генів або створення гетерологічних генів за допомогою з'єднання негомологічних кінців і відповідної гомологічної рекомбінації. Разом з білками ZFN і TALEN, Cas9 стає важливим інструментом в сфері редагування геному. Більш того, створена технологія, що дозволяє вносити точкову мутацію не розрізаючи ланцюг ДНК, а шляхом перетворення однієї нуклеотидної основи на іншу.
До 2012 року Cas9 отримав широку популярність, тому що він дозволяє розрізати практично будь-яку нуклеотидну послідовність, комплементарну керуючій РНК. Оскільки вибірковість Cas9 базується на комплементарності керуючої РНК і ДНК, а не модифікації самого білка (на відміну від випадків TALEN і ZFN), для нових ДНК-мішеней можливе вироблення специфічних Cas9. Варіації Cas9, які зв'язують ДНК але не розрізають її (dCas9), можуть бути використані для доставки транскрипційних активаторів або репресорів до специфічним послідовностей ДНК з метою регулювання транскрипційної активації і репресії. Хоча природний Cas9 вимагає складання керуючої РНК з двох докорінно різних РНК — CRISPR-РНК (crRNA), і транс-активаційну РНК (tracrRNA), націлювання Cas9 було спрощено за допомогою вироблення єдиної химерної керуючої РНК. Передбачається, що Cas9 можна буде використовувати для зміни геному цілих популяцій організмів. У 2015 році за допомогою Cas9 вперше був модифікований геном людського ембріона. Розроблено технологію іммуногеномной інженерії гібридом, що дозволяє швидко перепрограмувати специфічність їх антитіл за допомогою Cas9.

### MAGESTIC
Створена технологія, яка дозволяє редагувати окремі «літери» ДНК і РНК, що дозволить лікувати вроджені захворювання, викликані точковими мутаціями. Створена технологія MAGESTIC (multiplexed accurate genome editing with short, trackable, integrated cellular barcodes), яка не тільки розщеплює ДНК, але ще і доставляє до місця розриву шматок ДНК необхідний для точної заміни (за допомогою гібридного зв'язанного ДНК білка LexA-Fkh1p), що підвищує точність і ефективність редагування.

## Застосування dCas9 в епігенетиці
Поєднавши інактивовану молекулу dCas9, яка зв'язує ДНК але не розрізає її, з нуклеазами FokI, вдається отримати нуклеази і рестриктази для високоспецефічного розрізання ДНК. Розроблено також спосіб виборчого епігенетичного перепрограмування активності генів за допомогою інактивованої молекули dCas9, з'єднаної з ферментом, що здійснює деметилювання ДНК. Причому таке перепрограмування епігеному можна проводити навіть in vivo. Пізніше з'ясувалося, що якщо вкоротити керуючу РНК до 14-15 нуклеотидів, то молекула Cas9 втрачає здатність розрізати ДНК. Використовуючи цю властивість вдалося створити систему для виборчої активації певних генів in vivo і перевірити її ефективність шляхом лікування мишей зі змодельованими захворюваннями. У цього методу є тільки одна проблема: зазвичай система CRISPR завантажується в нешкідливий вірус, який називають аденоасоціованим вірусом (AAV), який переносить систему в клітину. Але весь білок, що складається з dCas9 і керуючої РНК, занадто великий, щоб поміститися в один AAV. Щоб вирішити цю проблему, дослідники завантажили dCas9 в один вірус, а керуючу РНК — в інший.

## Нові способи доставки Cas9 в клітину
Основними вимогами до системи доставки Cas9 крім високої ефективності доставки є:
1. конструкція, що синтезує Cas9 не повинна вбудовуватися в геном клітини і не повинна бути в клітині постійно щоб не заважати її роботі і не спровокувати імунних реакцій;
2. спосіб доставки повинен бути здатний вмістити досить великий за розмірами фермент Cas9 або його кодуючу мРНК, а також одну або кілька керуючих РНК;
3. вони повинні бути зручні для використання у вигляді ін'єкцій;
4. такий спосіб разом з Cas9 і керуючими РНК має бути досить легко відтворюваним для великомасштабного виробництва лікарських препаратів для боротьби з поширеними хворобами.

Таким критеріям на відміну від вірусних систем доставки, відповідають ліпідні наночастинки. Так, наприклад, була створена біодеградуюча система доставки Cas9 ліпідною наночасткою, яка дозволила після одноразового введення досягти рівня понад 97 % інгібування одного з білків сироватки крові in vivo. Таке одноразове введення, незважаючи на тимчасовий характер системи доставки і компонентів системи редагування, призводило до тривалого пригнічення, що продовжувалося протягом 12 місяців.